# 髄外造血
髄外造血(ずいがいぞうけつ)とは、本来骨髄で行われるべき造血が、肝臓や脾臓といった骨髄外の臓器で行われる病態。骨髄造血細胞の再生が不十分なときの代償として出現する。

## 胎生期の造血
哺乳類においては、胎生初期には卵黄嚢で、次いで肝臓・脾臓で造血が行われる。しかし胎生後期には造血の場は骨髄へ移行し、出生時にはほぼ骨髄での造血のみとなっている。髄外造血は正常であれば行われない。（リンパ球にはリンパ節で産生されるものもある。）

## 髄外造血の成因
- 慢性的な貧血
  - 慢性的な貧血があると、生体の反応として慢性的な造血亢進となり、骨髄での造血の他に髄外造血が行われるようになる。
  - 持続する出血などによる重篤な慢性貧血、溶血性貧血、悪性貧血、サラセミア、鎌状赤血球症など。
- 骨髄での造血ができない場合
  - 骨髄増殖性腫瘍(骨髄線維症、真性多血症)、白血病、悪性リンパ腫、癌の骨髄転移など。